# 因扎
53°51′12″N 46°21′31″E / 53.8533°N 46.3586°E

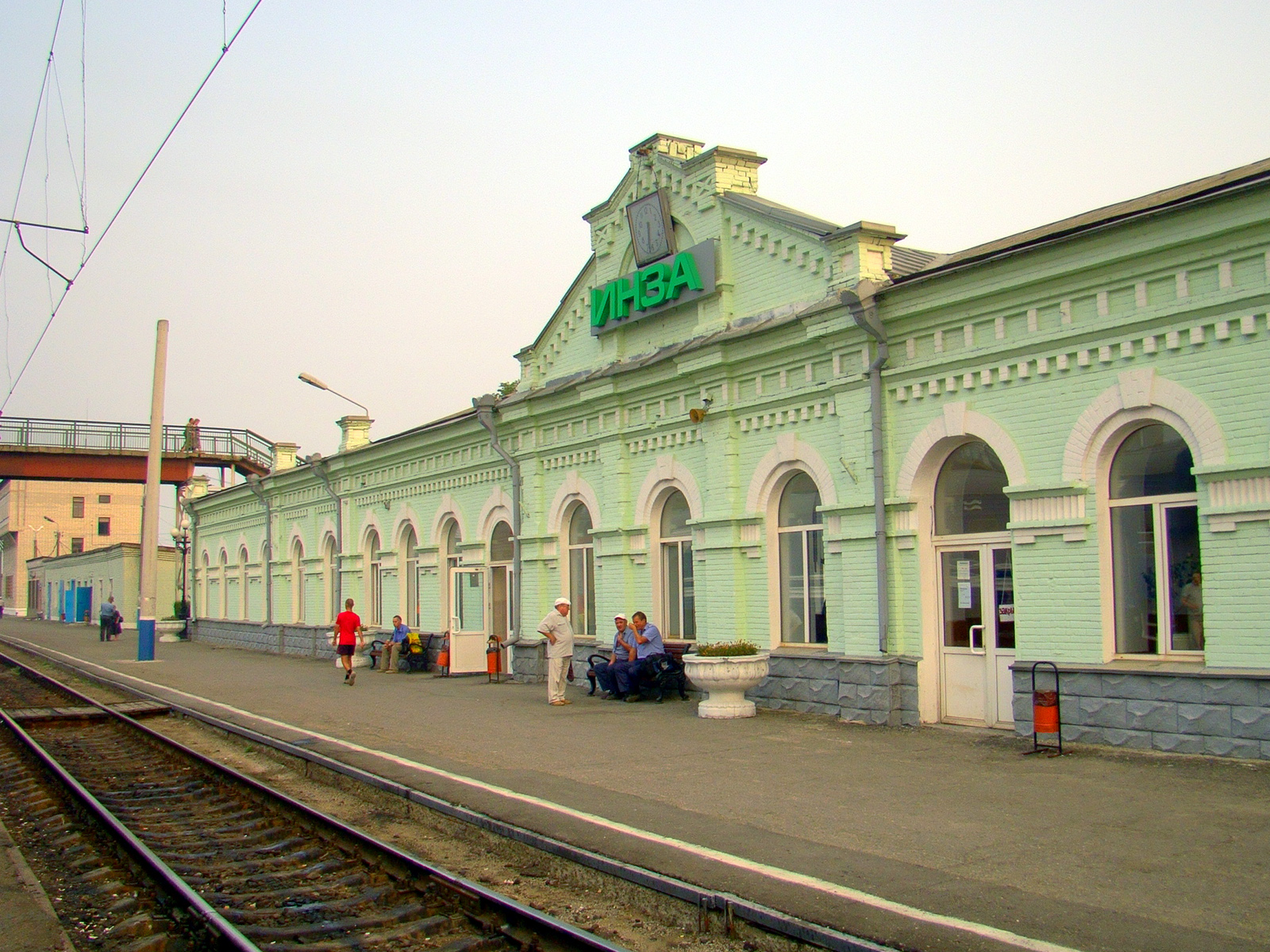

因扎（俄语：И́нза）是俄羅斯烏里揚諾夫斯克州西部的一個城市，位於首府乌里扬诺夫斯克西南167公里。2002年人口20,288人。
1897年建城，1946年建市。